# Peta Rutter
Peta Gurney Elizabeth Rutter (31 de Dezembro de 1959 – 20 de Julho de 2010) foi uma atriz Neozelandesa, mais conhecida por seu papel de Udonna, a Ranger Mística Branca, na série Power Rangers: Força Mística, O Jovem Hércules (1998) e Massacre Brutal (1981). Ela era casada com o ator Carl Bland com quem teve um filho. Morreu de um tumor cerebral aos 51 anos.

## Filmografia
| ano  | trabalho                   | personagem                   | notas |
| ---- | -------------------------- | ---------------------------- | ----- |
| 1981 | Massacre Brutal            | Dançarina na festa           | filme |
| 1991 | Away Laughing              | Vários personagens           | serie |
| 1992 | The Footstep Man           | Lucie                        | filme |
| 1998 | O Jovem Hércules           | Iambe                        | serie |
| 2000 | Xena: A Princesa Guerreira | Amazon warrior               | serie |
| 2002 | This Is Not a Love Story   | Suzanne                      | filme |
| 2006 | Power Rangers Mystic Force | Udonna / White Mystic Ranger | serie |